# Veliki orijent Rumunjske
Veliki orijent Rumunjske (rumu. Marele Orient al României), skraćeno MOaR, je liberalna i adogmatska te mješovita slobodnozidarska velika loža u Rumunjskoj. Osnovan je 2005. godine uz pomoć Velikog orijenta Francuske. Član je međunarodnih organizacija CLIPSAS i Alijanse masona Europe, pored ostalih.

## Povijest

### Pozadina

#### 1876. – 1880.
Godine 1876., potaknuti nacionalnom klimom tog vremena, nekoliko se loža ujedinilo kako bi stvorilo Veliki orijent Rumunjske. Dvije godine kasnije bilo je deset loža koje su djelovale pod različitim nadležnostima, i to Veliki orijent Francuske, Veliki orijent Italije i Velika simbolička loža Ugarske, kao i Veliki orijent Portugala. Statut Velikog orijenta Rumunjske usvojen je u ožujku 1879. godine. Dana 1. svibnja iste godine sedam loža su uspostavile ovaj veliki orijent. Međutim, organizacija je trajalo samo godinu dana, i to do 4. prosinca 1880. godine kada je došlo do samoraspuštanja zbog "pogrešaka u načelima".

#### 1925. – 1940.
Četiri decenije kasnije, 12. rujna i 13. rujna 1925. godine, ponovno je uspostavljen Veliki orijent Rumunjske i to od loža koje je osnovao Veliki orijent Francuske u Kraljevini Rumunjskoj. Ovaj povijesni odlomak već će karakterizirati temeljnu posebnost Velikog orijenta Rumunjske: nakon svakog raspuštanja poslušnosti, on će ponovno dobiti svoju dinamiku i svoju strogost u potpori i privilegiranom odnosu koji će održavati s Velikim orijentom Francuske. U 1932. godini Veliki orijent Rumunjske imao je 18 loža i 2200 članova. Godine 1940., pod ultranacionalističkim utjecajem tog vremena, djelovanje masonskih organizacija je bilo zabranjeno. Poslije završetka Drugog svjetskog rata slobodnozidarsko organiziranje i djelovanje bilo je zabranjeno i u vrijeme socijalističke Rumunjske tako da nisu postojale mogućnosti da slobodni zidari djeluju u ovom razdoblju.

### Moderno doba
Poslije pada komunizma, Veliki orijent Francuske je u Bukureštu 25. svibnja 1991. godine ponovno osnovao prvu masonska ložu u Rumunjskoj – Ložu "Humanitas". Pod okriljem Velikog orijenta Francuske, 186 članova u šest loža i tri trokuta su 1. srpnja 2005. godine po treći put uspostavili Veliki orijent Rumunjske. Generalna skupština CLIPSAS-a prihvatila je 23. svibnja 2009. godine ovoj veliki orijent u punopravno članstvo skupa s još pet velikih loža.

## Ustroj
Sjedište Velikog orijenta Rumunjske je u Bukureštu.

### Lože
Na kraju 2021. godine ovaj veliki orijent je imao 32 lože u kojima je radilo 650 članova i članica.

### Uprava
Velikim orijentom Rumunjske upravlja veliki majstor (rumu. marele maestru) koji se bira na trogodišnje razdoblje. Dosadašnji veliki majstori su:
- Gabriel Stanciu (oko 2017./2018.)
- Sergiu-Valentin Dilimoț (od 2024.)[3]

### Međunarodna suradnja
Veliki orijent Rumunjske je član nekoliko međunarodnih saveza:
- Adogmatska udruga srednje i istočne Europe (od lipnja 2008.),
- CLIPSAS (od svibnja 2009.),
- Alijansa masona Europe,
- Masonska unija Balkana.

Također, ovaj veliki orijent potpisao je povelje o prijateljstvu i međusobnom priznavanju s drugim velikim orijentima i ložama, među kojima su i: Veliki orijent Francuske, francuska i rumunjska federacija međunarodnog reda Le Droit Humain, Veliki orijent Austrije, Velika nacionalna loža Hrvatske, Velika loža Italije i Velika ženska loža Francuske.

### Obredi
Veliki orijent Rumunjske upravlja simboličkim stupnjevima plave lože (učenik, pomoćnik i majstor) i delegira upravljanje visokim stupnjevima na dodatna tijela i redove. Obredi koji se rade u plavoj loži su:
- Francuski obred
- Drevni i prihvaćeni škotski obred

## Pridružena tijela i redovi
Upravljanje visokim stupnjevima Veliki orijent Rumunjske provodi kroz pridružena tijela i redove od kojih svaki predstavlja jedan obred a na temelju potpisanih konkordata.
- Veliki kapitel Rumunjske – nadležan za rad Francuskog obreda.
- Vrhovno vijeće Drevnog i prihvaćenog škotskog obreda Rumunjske – nadležan za rad Drevnog i prihvaćenog škotskog obreda.

## Vanjske poveznice
- Službena stranica
- Facebook stranica